# كيوشو

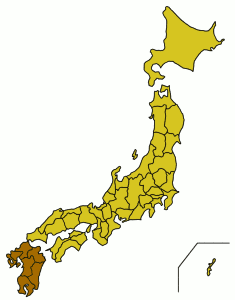
منطقة كيوشو

كيوشو (باليابانية: 九州) هي ثالث أكبر جزيرة في اليابان، تقع في جنوب الغرب من البلاد. عدد سكانها 13,197,326 نسمة في عام 2010 ومساحتها 42190.90 كم2.

## تسمية كيوشو
يأتي اسم كيوشو والذي يعني المقاطعات التسعة من المقاطعات التسعة القديمة التي قسمت لها كيوشو في القديم وهي : تشيكوزن، تشكوغو، هيزين، هيغو، بوزين، بونغو، هيوغا، أوسومي، ساتسوما.

## جغرافيا
الجزيرة ذات طبيعة بركانية وتضم الجزيرة جبل أسو وهو أنشط براكين اليابان بارتفاع 1591. كما تشتهر بالينابيع الحارة خاصة في منطقة مدينة بيبو في محافظة أويتا تمتاز أويتا الجزيرة بمناجم الذهب العديدة.

## الثقافة
يُعرف سكان كيوشو بأنهم من بين أكثر السكان تحفظًا في اليابان. ويُشار كثيرًا إلى الرجال من كيوشو بلقب "九州男児" (رجال كيوشو)، والذي يستحضر صورة للرجولة الخشنة والقوية. ويُعتقد أن هذا المصطلح موجود منذ العصور القديمة، وكان يُستخدم في الأصل لتحفيز الجنود وتشجيعهم. ويُعد الانتماء إلى كيوشو مصدر فخر كبير للناس، ونتيجة لهذا الروح الثقافية، حافظت كيوشو حتى يومنا هذا على تقاليد ثقافية غنية وفريدة من نوعها.
ومنذ العصور القديمة وحتى العصر الحديث، حافظت كيوشو على أقوى الروابط الاقتصادية والثقافية مع أوكيناوا (ريوكيو). وتُلاحظ آثار الثقافة الأوكيناوية في العديد من مناطق كيوشو، والعكس صحيح أيضًا. وتظهر المقامات الموسيقية الأوكيناوية بشكل متكرر في الأغاني الشعبية المحلية، كما توجد أوجه تشابه كبيرة في المأكولات واللغة. كما أن كيوشو موطن لآلة موسيقية تقليدية فريدة تُعرف باسم "غوتان" (ゴッタン)، تشبه آلة الساميسن والسانشين. وتفتخر المنطقة أيضًا بتقاليدها الغنية في الحرف اليدوية، وتشمل الصناعات التقليدية الشهيرة فيها نسيج هاكاتا، والحرف اليدوية المصنوعة من الخيزران في ببو، ونسيج كورومي، والزجاج المقطوع من ساتسوما.

## منطقة كيوشو الإدارية
تضم منطقة كيوشو الإدارية (九州地方) سبع محافظات على جزيرة كيوشو بالإضافة محافظة أوكيناوا في الجنوب هي:
- محافظة فوكوكا
- محافظة ساغا
- محافظة كوماماتو
- محافظة ناغاساكي
- محافظة أويتا
- محافظة كاغوشيما
- محافظة ميازاكي
- محافظة أوكيناوا

## التعليم
يوجد في كيوشو العديد من الجامعات أهمها:
- جامعة كيوشو
- معهد كيوشو للتقنية
- جامعة ساغا
- جامعة ناغاساكي
- جامعة كوماموتو
- جامعة أويتا
- جامعة ميازاكي
- جامعة كاغوشيما

## أعلام
- ريلا فوكوشيما
- كوساكو أروجا
- الإمبراطور أوجين